# I liga argentyńska w piłce nożnej (1951)
Mistrzem Argentyny w roku 1951 został klub Racing Club de Avellaneda, a wicemistrzem Argentyny klub CA Banfield.
Do drugiej ligi spadły dwa ostatnie w tabeli kluby – CA Argentino de Quilmes i Gimnasia y Esgrima La Plata. Na ich miejsce awansował z drugiej ligi klub Rosario Central. Liga została zmniejszona z 17 do 16 klubów.

## Primera División

### Kolejka 1
| Data             | Mecz |
| ---------------- | --- |
| 15 kwietnia 1951 | Racing Club de Avellaneda – Newell’s Old Boys 1:1 Ezra Sued - Marcelo Ortigüela                                                           |
| 15 kwietnia 1951 | CA Huracán – Boca Juniors 2:2 Luis Gómez (2) - Duilio Benítez (2) mecz rozegrany został na stadionie klubu CA Platense                    |
| 15 kwietnia 1951 | River Plate – Club Atlético Lanús 1:1 Félix Loustau - Raúl Martínez mecz rozegrany został na stadionie klubu Boca Juniors                 |
| 15 kwietnia 1951 | Ferro Carril Oeste – Vélez Sarsfield 3:2 Cándido González (k), Julio Salvucci (2) - Raúl Nápoli, José F. Russo (k)                        |
| 15 kwietnia 1951 | Estudiantes La Plata – Atlanta Buenos Aires 3:0 Ricardo Infante (2), Alberto Bouche                                                       |
| 15 kwietnia 1951 | CA Argentino de Quilmes – San Lorenzo de Almagro 1:2 Adolfo Paraja - Eduardo Reggi, Juan A. Benavídez                                     |
| 15 kwietnia 1951 | CA Banfield – CA Platense 3:1 Miguel A. Converti, Gustavo Albella, Ernesto Álvarez - Vicente Sayago                                       |
| 15 kwietnia 1951 | Chacarita Juniors – Gimnasia y Esgrima La Plata 3:3 Humberto De Luca (2), Federico Pizarro (k) - Ruperto Camacho, Juan S. Oroz, José Vigo |

### Kolejka 2
| Data             | Mecz |
| ---------------- | --- |
| 22 kwietnia 1951 | Boca Juniors – Chacarita Juniors 1:1 Juan J. Ferraro - Eduardo Ricagni                                                  |
| 22 kwietnia 1951 | Newell’s Old Boys – River Plate 2:0 Alberto Fochi, Marcelo Ortigüela                                                    |
| 22 kwietnia 1951 | CA Platense – Independiente 1:1 Juan J. Negri - Carlos Cecconato                                                        |
| 22 kwietnia 1951 | Gimnasia y Esgrima La Plata – CA Banfield 1:1 Pío Corcuera - Ernesto Álvarez                                            |
| 22 kwietnia 1951 | San Lorenzo de Almagro – Ferro Carril Oeste 1:0 Adolfo Seoane mecz rozegrany został na stadionie klubu Independiente    |
| 22 kwietnia 1951 | Club Atlético Lanús – Estudiantes La Plata 2:0 Ezequiel Reynoso (2)                                                     |
| 22 kwietnia 1951 | Vélez Sarsfield – CA Huracán 2:0 Raúl Nápoli (2)                                                                        |
| 22 kwietnia 1951 | Atlanta Buenos Aires – CA Argentino de Quilmes 2:3 Francisco Antuña, Raúl Barrionuevo - Adolfo Paraja (2), Rubí Cerioni |

### Kolejka 3
| Data             | Mecz |
| ---------------- | --- |
| 29 kwietnia 1951 | River Plate – Racing Club de Avellaneda 2:0 Santiago Vernazza (k), Juan J. Pizzuti                                                               |
| 29 kwietnia 1951 | CA Huracán – San Lorenzo de Almagro 4:4 Enrique Cerioni, Trejo (2), Juan M. Filgueiras - Eduardo Reggi (2), Juan A. Benavídez, Ángel Zubieta (k) |
| 29 kwietnia 1951 | Estudiantes La Plata – Newell’s Old Boys 8:0 Ricardo Infante (2), Héctor Antonio (2), Manuel Pelegrina (4, 1k)                                   |
| 29 kwietnia 1951 | CA Banfield – Boca Juniors 2:1 Nicolás Moreno, Gustavo Albella - Duilio Benítez                                                                  |
| 29 kwietnia 1951 | Independiente – Gimnasia y Esgrima La Plata 1:1 Carlos Lacasia - Juan S. Oroz (k)                                                                |
| 29 kwietnia 1951 | Chacarita Juniors – Vélez Sarsfield 2:2 Eduardo Ricagni, Julio Costa - José F. Russo, Pablo Mallegni                                             |
| 29 kwietnia 1951 | CA Argentino de Quilmes – Club Atlético Lanús 2:2 Alberto Gallo (2) - Ramón Moyano (k), José Florio                                              |
| 29 kwietnia 1951 | Ferro Carril Oeste – Atlanta Buenos Aires 0:2 Oscar Mantegari, Francisco Ingunza                                                                 |

### Kolejka 4
| Data         | Mecz |
| ------------ | --- |
| 20 maja 1951 | Racing Club de Avellaneda – Estudiantes La Plata 1:0 Manuel Blanco                                                         |
| 20 maja 1951 | Boca Juniors – Independiente 1:1 Duilio Benítez - Ernesto Grillo                                                           |
| 20 maja 1951 | San Lorenzo de Almagro – Chacarita Juniors 2:0 José Giarrizo, Juan A. Benavídez                                            |
| 20 maja 1951 | Newell’s Old Boys – CA Argentino de Quilmes 1:0 Alberto Fochi                                                              |
| 20 maja 1951 | Vélez Sarsfield – CA Banfield 3:2 Pablo Mallegni (3) - Miguel A. Converti, Raúl Tolosa                                     |
| 20 maja 1951 | Atlanta Buenos Aires – CA Huracán 0:0                                                                                      |
| 20 maja 1951 | Club Atlético Lanús – Ferro Carril Oeste 3:3 Raúl Martínez (2), Ramón Moyano (k) - Alberto Piovano (2), Julio Salvucci     |
| 20 maja 1951 | Gimnasia y Esgrima La Plata – CA Platense 2:4 Manuel Barbeito, Pío Corcuera - Oscar Coll (2), Miguel Ferro, Vicente Sayago |

### Kolejka 5
| Data         | Mecz |
| ------------ | --- |
| 24 maja 1951 | CA Argentino de Quilmes – Racing Club de Avellaneda 1:1 José Santiago - Llamil Simes                                   |
| 24 maja 1951 | CA Banfield – San Lorenzo de Almagro 3:0 Gustavo Albella (2), José M. Sánchez                                          |
| 24 maja 1951 | Estudiantes La Plata – River Plate 2:1 Ricardo Infante, Antonio Giosa - Rodolfo Pirone s                               |
| 24 maja 1951 | Independiente – Vélez Sarsfield 2:1 Carlos Lacasia, Fernando Rubio - José F. Russo                                     |
| 24 maja 1951 | CA Huracán – Club Atlético Lanús 2:2 Luis Bravo, Héctor López - José Florio (2)                                        |
| 24 maja 1951 | CA Platense – Boca Juniors 1:5 Vicente Sayago - Duilio Benítez, Rinaldo Martino (2), René Seghini, ?                   |
| 24 maja 1951 | Chacarita Juniors – Atlanta Buenos Aires 3:2 Enrique Esquide (2), Humberto De Luca - Arturo Buján, Oscar Mantegari (k) |
| 24 maja 1951 | Ferro Carril Oeste – Newell’s Old Boys 2:0 Julio Salvucci, Alfredo Runzer                                              |

### Kolejka 6
| Data         | Mecz |
| ------------ | --- |
| 27 maja 1951 | Racing Club de Avellaneda – Ferro Carril Oeste 3:3 Higinio García (2, 1k), Llamil Simes - Alfredo Runzer, Alberto Piovano (2, 2k) |
| 27 maja 1951 | San Lorenzo de Almagro – Independiente 3:1 Armando Farro, Ángel Zubieta (k), Antonio Martínez - Carlos Cecconato                  |
| 27 maja 1951 | Boca Juniors – Gimnasia y Esgrima La Plata 3:1 Marcos Busico (2), Duilio Benítez - Ruperto Camacho                                |
| 27 maja 1951 | Club Atlético Lanús – Chacarita Juniors 3:0 Oscar Contreras, José Florio, Osvaldo Gil                                             |
| 27 maja 1951 | Atlanta Buenos Aires – CA Banfield 3:2 Arturo Buján, Gregorio Pin, Francisco Antuña - Nicolás Moreno, Miguel A. Converti          |
| 27 maja 1951 | Vélez Sarsfield – CA Platense 3:0 José B. Menéndez, José F. Russo, Raúl Nápoli                                                    |
| 27 maja 1951 | Newell’s Old Boys – CA Huracán 1:1 Oscar Cabrera - Luis Bravo                                                                     |
| 27 maja 1951 | River Plate – CA Argentino de Quilmes 3:1 Alberto De Zorzi, Santiago Vernazza (k), Juan J. Pizzuti - José Santiago                |

### Kolejka 7
| Data           | Mecz |
| -------------- | --- |
| 3 czerwca 1951 | CA Huracán – Racing Club de Avellaneda 2:1 Ricardo Quiñones, Héctor López - Norberto Cupo                                        |
| 3 czerwca 1951 | CA Platense – San Lorenzo de Almagro 2:1 Vicente Sayago, Juan C. Muñoz - Gabriel Uñate                                           |
| 3 czerwca 1951 | Chacarita Juniors – Newell’s Old Boys 3:2 Humberto De Luca, Eduardo Ricagni, Federico Pizarro (k) - Raúl Contini (2)             |
| 3 czerwca 1951 | Gimnasia y Esgrima La Plata – Vélez Sarsfield 2:2 José Vigo, Juan S. Oroz - Ángel Allegri, José F. Russo (k)                     |
| 3 czerwca 1951 | Independiente – Atlanta Buenos Aires 5:1 Carlos Cecconato, Ángel Omarini (2), Ernesto Grillo (2) - Raúl Barrionuevo              |
| 3 czerwca 1951 | CA Argentino de Quilmes – Estudiantes La Plata 2:4 José Lanza, Issac Scliar - Manuel Pelegrina, José Barreiro, Antonio Giosa (2) |
| 3 czerwca 1951 | CA Banfield – Club Atlético Lanús 2:1 Gustavo Albella, Juan C. Huarte - Raúl Martínez                                            |
| 3 czerwca 1951 | Ferro Carril Oeste – River Plate 0:0                                                                                             |

### Kolejka 8
| Data            | Mecz |
| --------------- | --- |
| 10 czerwca 1951 | Racing Club de Avellaneda – Chacarita Juniors 3:1 Ezra Sued, Manuel Ameal, Luis Cesáreo - Enrique Esquide                                |
| 10 czerwca 1951 | San Lorenzo de Almagro – Gimnasia y Esgrima La Plata 5:1 Ángel Zubieta (2, 2k), Oscar Silva (2), Armando Farro - Juan S. Oroz            |
| 10 czerwca 1951 | River Plate – CA Huracán 5:1 Santiago Vernazza (k), Ángel Labruna, Juan J. Pizzuti (2), Walter Gómez - Luis Gómez                        |
| 10 czerwca 1951 | Atlanta Buenos Aires – CA Platense 4:3 Gregorio Pin, Héctor Ingunza (2), Arturo Buján - Juan C. Muñoz (2), Alfredo López                 |
| 10 czerwca 1951 | Estudiantes La Plata – Ferro Carril Oeste 5:2 Ricardo Infante (2), José Barreiro, Manuel Pelegrina (2) - Julio Piovano, Osvaldo Diez     |
| 10 czerwca 1951 | Newell’s Old Boys – CA Banfield 1:4 Marcelo Ortigüela - Juan C. Huarte, Nicolás Moreno (2), Aquiles Caviglia                             |
| 10 czerwca 1951 | Club Atlético Lanús – Independiente 5:1 Raúl Martínez, Raúl Garfagnoli, León Strembel, Rodolfo Durán, Juan P. Barraza s - Ernesto Grillo |
| 10 czerwca 1951 | Vélez Sarsfield – Boca Juniors 1:1 José F. Russo (k) - Herminio González                                                                 |

### Kolejka 9
| Data            | Mecz |
| --------------- | --- |
| 17 czerwca 1951 | CA Banfield – Racing Club de Avellaneda 1:1 Gustavo Albella (k) - Manuel Blanco                                              |
| 17 czerwca 1951 | Boca Juniors – San Lorenzo de Almagro 1:0 Rinaldo Martino                                                                    |
| 17 czerwca 1951 | Chacarita Juniors – River Plate 3:4 Eduardo Ricagni, Humberto De Luca, Enrique Esquide - Walter Gómez (2), Ángel Labruna (2) |
| 17 czerwca 1951 | CA Platense – Club Atlético Lanús 1:3 Alfredo López - José Florio, Rodolfo Durán, Osvaldo Gil                                |
| 17 czerwca 1951 | CA Huracán – Estudiantes La Plata 3:1 Luis Bravo (3) - Alberto Bouche                                                        |
| 17 czerwca 1951 | Ferro Carril Oeste – CA Argentino de Quilmes 3:1 Julio Salvucci, Alberto Piovano (k), Alfredo Runzer - Isaac Scliar          |
| 17 czerwca 1951 | Gimnasia y Esgrima La Plata – Atlanta Buenos Aires 1:1 Martín Rosales - Raúl Barrionuevo                                     |
| 17 czerwca 1951 | Independiente – Newell’s Old Boys 2:0 Ángel Omarini (2)                                                                      |

### Kolejka 10
| Data            | Mecz |
| --------------- | --- |
| 20 czerwca 1951 | Independiente – Racing Club de Avellaneda 1:1 Juan M. Romay - Manuel Ameal                                         |
| 20 czerwca 1951 | River Plate – CA Banfield 1:5 Walter Gómez - Gustavo Albella (3), José M. Sánchez, Juan C. Huarte                  |
| 20 czerwca 1951 | Atlanta Buenos Aires – Boca Juniors 1:1 Pablo Dupuy - Marcos Busico (k)                                            |
| 20 czerwca 1951 | San Lorenzo de Almagro – Vélez Sarsfield 1:1 Armando M. Ovide s - Oscar Huss                                       |
| 20 czerwca 1951 | Newell’s Old Boys – CA Platense 2:0 Raúl Contini (2)                                                               |
| 20 czerwca 1951 | Estudiantes La Plata – Chacarita Juniors 0:4 Enrique Espinosa, Eduardo Ricagni, Enrique Esquide, Julio Costa       |
| 20 czerwca 1951 | Club Atlético Lanús – Gimnasia y Esgrima La Plata 4:1 José Florio (2), Raúl Garfagnoli, Osvaldo Gil - Pío Corcuera |
| 20 czerwca 1951 | CA Argentino de Quilmes – CA Huracán 3:2 Isaac Scliar (2), José Santiago - Trejo, Luis Bravo                       |

### Kolejka 11
| Data            | Mecz |
| --------------- | --- |
| 24 czerwca 1951 | CA Platense – Racing Club de Avellaneda 2:4 Oscar Coll (2) - Manuel Ameal, Luis Cesáreo, Higinio García (k), Julio Gagliardo                          |
| 24 czerwca 1951 | Independiente – River Plate 4:0 Carlos Lacasia, Juan M. Romay (2), Juan C. Navarro                                                                    |
| 24 czerwca 1951 | Boca Juniors – Club Atlético Lanús 1:1 Felipe Magnelli - José Florio                                                                                  |
| 24 czerwca 1951 | CA Banfield – Estudiantes La Plata 1:1 José M. Sánchez - José Barreiro                                                                                |
| 24 czerwca 1951 | Vélez Sarsfield – Atlanta Buenos Aires 6:4 Raúl Nápoli, José F. Russo (3, 1k), Roberto Dutruel s, Pablo Mallegni - Raúl Barrionuevo (3), Arturo Buján |
| 24 czerwca 1951 | Chacarita Juniors – CA Argentino de Quilmes 3:2 Eduardo Ricagni, Enrique Esquide, Julio Costa - José Santiago (2)                                     |
| 24 czerwca 1951 | CA Huracán – Ferro Carril Oeste 1:2 Juan M. Filgueiras (k) - Alfredo Runzer, Oscar Gaggino s                                                          |
| 24 czerwca 1951 | Gimnasia y Esgrima La Plata – Newell’s Old Boys 1:1 Ruperto Camacho - Elio Montaño                                                                    |

### Kolejka 12
| Data         | Mecz |
| ------------ | --- |
| 1 lipca 1951 | Racing Club de Avellaneda – Gimnasia y Esgrima La Plata 1:1 Manuel Ameal - Martín Rosales                                                                 |
| 1 lipca 1951 | Newell’s Old Boys – Boca Juniors 1:3 Elio Montaño - Duilio Benítez (2), René Seghini                                                                      |
| 1 lipca 1951 | Estudiantes La Plata – Independiente 1:4 José Barreiro - Carlos Cecconato, Carlos Lacasia, Juan M. Romay (2)                                              |
| 1 lipca 1951 | River Plate – CA Platense 1:1 Ángel Labruna - Oscar Coll                                                                                                  |
| 1 lipca 1951 | Atlanta Buenos Aires – San Lorenzo de Almagro 0:1 Juan A. Benavídez                                                                                       |
| 1 lipca 1951 | Ferro Carril Oeste – Chacarita Juniors 3:5 Juan B. Capella, Alberto Piovano (2) - Federico Pizarro (k), Julio Costa, Enrique Esquide (2), Eduardo Ricagno |
| 1 lipca 1951 | Club Atlético Lanús – Vélez Sarsfield 3:1 José Florio (2), Raúl Garfagnoli - Juan B. Russo                                                                |
| 1 lipca 1951 | CA Argentino de Quilmes – CA Banfield 1:5 Isaac Scliar (k) - Gustavo Albella (4), Nicolás Moreno mecz rozegrany został na stadionie klubu Boca Juniors    |

### Kolejka 13
| Data         | Mecz |
| ------------ | --- |
| 8 lipca 1951 | Boca Juniors – Racing Club de Avellaneda 1:1 Duilio Benítez - Manuel Ameal                                        |
| 8 lipca 1951 | San Lorenzo de Almagro – Club Atlético Lanús 1:2 Eduardo Reggi - José Florio (2)                                  |
| 8 lipca 1951 | Gimnasia y Esgrima La Plata – River Plate 0:3 Santiago Vernazza (2), Roberto Zárate                               |
| 8 lipca 1951 | Independiente – CA Argentino de Quilmes 6:1 Juan M. Romay (4), Carlos Cecconato, Carlos Lacasia - José Santiago   |
| 8 lipca 1951 | CA Banfield – Ferro Carril Oeste 2:2 Nicolás Moreno, Juan C. Huarte - Alberto Piovano (2, 1k)                     |
| 8 lipca 1951 | CA Platense – Estudiantes La Plata 1:1 Alfredo López - Manuel Pelegrina                                           |
| 8 lipca 1951 | Chacarita Juniors – CA Huracán 3:2 Humberto De Luca, Federico Pizarro (k), Eduardo Ricagni - Ricardo Quiñones (2) |
| 8 lipca 1951 | Vélez Sarsfield – Newell’s Old Boys 1:1 Jorge Ruiz - Basilio Mardizza                                             |

### Kolejka 14
| Data          | Mecz |
| ------------- | --- |
| 15 lipca 1951 | Racing Club de Avellaneda – Vélez Sarsfield 1:0 Llamil Simes                                                          |
| 15 lipca 1951 | River Plate – Boca Juniors 1:0 Ángel Labruna                                                                          |
| 15 lipca 1951 | Ferro Carril Oeste – Independiente 0:0                                                                                |
| 15 lipca 1951 | Club Atlético Lanús – Atlanta Buenos Aires 4:1 José Florio (2), Osvaldo Gil, Raúl Martínez - Héctor Ingunza           |
| 15 lipca 1951 | CA Argentino de Quilmes – CA Platense 2:2 Isaac Scliar, José Santiago - Alfredo López, Oscar Coll                     |
| 15 lipca 1951 | CA Huracán – CA Banfield 1:2 Héctor López - Miguel A. Converti, Gustavo Albella                                       |
| 15 lipca 1951 | Estudiantes La Plata – Gimnasia y Esgrima La Plata 2:2 Ricardo Infante, Antonio Giosa - Pío Corcuera, Ruperto Camacho |
| 15 lipca 1951 | Newell’s Old Boys – San Lorenzo de Almagro 1:0 Marcelo Ortigüela                                                      |

### Kolejka 15
| Data          | Mecz |
| ------------- | --- |
| 22 lipca 1951 | San Lorenzo de Almagro – Racing Club de Avellaneda 0:2 Llamil Simes, Rubén Bravo                                              |
| 22 lipca 1951 | Boca Juniors – Estudiantes La Plata 1:0 René Seghini                                                                          |
| 22 lipca 1951 | Vélez Sarsfield – River Plate 3:3 José B. Menéndez, Oscar Huss (k), O. Costa - Jorge Ruiz s, Santiago Vernazza, Ángel Labruna |
| 22 lipca 1951 | Independiente – CA Huracán 1:1 Juan M. Romay - Alfredo López                                                                  |
| 22 lipca 1951 | Gimnasia y Esgrima La Plata – CA Argentino de Quilmes 4:0 José Vigo (3, 1k), Manuel Barbeito                                  |
| 22 lipca 1951 | CA Banfield – Chacarita Juniors 1:1 José M. Sánchez - Julio Costa                                                             |
| 22 lipca 1951 | CA Platense – Ferro Carril Oeste 2:2 Vicente Sayago, Oscar Coll - Cándido González (2)                                        |
| 22 lipca 1951 | Atlanta Buenos Aires – Newell’s Old Boys 2:0 Héctor Ingunza, Raúl Barrionuevo                                                 |

### Kolejka 16
| Data          | Mecz |
| ------------- | --- |
| 29 lipca 1951 | Racing Club de Avellaneda – Atlanta Buenos Aires 4:0 Higinio García (2, 1k), Llamil Simes (2)                             |
| 29 lipca 1951 | River Plate – San Lorenzo de Almagro 0:0                                                                                  |
| 29 lipca 1951 | Chacarita Juniors – Independiente 0:2 Carlos Cecconato, Juan C. Navarro                                                   |
| 29 lipca 1951 | Ferro Carril Oeste – Gimnasia y Esgrima La Plata 3:0 Julio Salvucci (3)                                                   |
| 29 lipca 1951 | CA Argentino de Quilmes – Boca Juniors 1:2 José Santiago - René Seghini, Herminio González                                |
| 29 lipca 1951 | Newell’s Old Boys – Club Atlético Lanús 1:0 Marcelo Ortigüela                                                             |
| 29 lipca 1951 | CA Huracán – CA Platense 1:2 Luis Bravo - Oscar Coll, Alfredo López mecz rozegrany został na stadionie klubu Boca Juniors |
| 29 lipca 1951 | Estudiantes La Plata – Vélez Sarsfield 7:0 Manuel Pelegrina (4), Ricardo Infante, José Barreiro (2)                       |

### Kolejka 17
| Data            | Mecz |
| --------------- | --- |
| 5 sierpnia 1951 | Independiente – CA Banfield 3:1 Carlos Lacasia (2), Carlos Cecconato - Miguel A. Converti                                               |
| 5 sierpnia 1951 | Boca Juniors – Ferro Carril Oeste 0:1 Alberto Piovano                                                                                   |
| 5 sierpnia 1951 | Atlanta Buenos Aires – River Plate 1:1 Néstor Guzmán (k) - Walter Gómez                                                                 |
| 5 sierpnia 1951 | Vélez Sarsfield – CA Argentino de Quilmes 5:2 Pablo Mallegni (2), Juan C. Mendiburu, Osvaldo Zubeldía (2) - Oscar Huss s, Alberto Gallo |
| 5 sierpnia 1951 | Club Atlético Lanús – Racing Club de Avellaneda 1:1 José Florio - Julio Gagliardo                                                       |
| 5 sierpnia 1951 | San Lorenzo de Almagro – Estudiantes La Plata 2:2 Eduardo Reggi, Oscar Basso (k) - Manuel Pelegrina (k), José Barreiro                  |
| 5 sierpnia 1951 | Gimnasia y Esgrima La Plata – CA Huracán 1:1 Ruperto Camacho - Oscar Rossi                                                              |
| 5 sierpnia 1951 | CA Platense – Chacarita Juniors 2:0 Oscar Coll, Juan C. Menéndez (k)                                                                    |

### Kolejka 18
| Data             | Mecz |
| ---------------- | --- |
| 12 sierpnia 1951 | Newell’s Old Boys – Racing Club de Avellaneda 0:2 Manuel Ameal, Llamil Simes                                                     |
| 12 sierpnia 1951 | Boca Juniors – CA Huracán 3:0 Herminio González (2), Francisco Campana                                                           |
| 12 sierpnia 1951 | Club Atlético Lanús – River Plate 1:2 Raúl Martínez - Ángel Labruna, Walter Gómez                                                |
| 12 sierpnia 1951 | CA Platense – CA Banfield 1:1 Vicente Sayago - José M. Sánchez                                                                   |
| 12 sierpnia 1951 | San Lorenzo de Almagro – CA Argentino de Quilmes 2:2 Juan A. Benavídez, Adolfo Seoane - Adolfo Paraja, José Castro               |
| 12 sierpnia 1951 | Vélez Sarsfield – Ferro Carril Oeste 1:1 Jorge Ruiz - Alberto Piovano                                                            |
| 12 sierpnia 1951 | Gimnasia y Esgrima La Plata – Chacarita Juniors 2:6 Martín Rosales (2) - Eduardo Ricagni (3), Julio Costa, Juan C. Agotegaray, ? |
| 12 sierpnia 1951 | Atlanta Buenos Aires – Estudiantes La Plata 2:1 Raúl Barrionuevo, Gregorio Pin - José Barreiro                                   |

### Kolejka 19
| Data             | Mecz |
| ---------------- | --- |
| 15 sierpnia 1951 | CA Banfield – Gimnasia y Esgrima La Plata 3:0 José M. Sánchez (2), Nicolás Moreno                                                     |
| 15 sierpnia 1951 | River Plate – Newell’s Old Boys 5:1 Ángel Labruna (2), Félix Loustau, Walter Gómez (2) - Lisandro Otta                                |
| 15 sierpnia 1951 | Chacarita Juniors – Boca Juniors 1:1 José J. Coll - Marcos Busico                                                                     |
| 15 sierpnia 1951 | Independiente – CA Platense 1:3 Juan C. Navarro - Oscar Coll (2), Juan J. Negri                                                       |
| 15 sierpnia 1951 | Ferro Carril Oeste – San Lorenzo de Almagro 0:1 Ernesto Picot                                                                         |
| 15 sierpnia 1951 | Estudiantes La Plata – Club Atlético Lanús 1:1 Ernesto Ferreyra - Nicolás Daponte                                                     |
| 15 sierpnia 1951 | CA Huracán – Vélez Sarsfield 1:1 Ricardo Quiñones - Juan C. Mendiburu mecz rozegrany został na stadionie klubu San Lorenzo de Almagro |
| 15 sierpnia 1951 | CA Argentino de Quilmes – Atlanta Buenos Aires 5:0 José Santiago (2), José Castro, Adolfo Paraja (2)                                  |

### Kolejka 20
| Data             | Mecz |
| ---------------- | --- |
| 19 sierpnia 1951 | Racing Club de Avellaneda – River Plate 5:3 Alfredo Pérez s, Manuel Ameal, Higinio García (k), Manuel Blanco (2) - Walter Gómez, Santiago Vernazza (2) |
| 19 sierpnia 1951 | Vélez Sarsfield – Chacarita Juniors 1:1 Osvaldo Zubeldía - Juan C. Agotegaray                                                                          |
| 19 sierpnia 1951 | Boca Juniors – CA Banfield 0:0 |
| 19 sierpnia 1951 | San Lorenzo de Almagro – CA Huracán 2:2 José Giarrizo, Juan A. Benavídez - Villafañe, Juan B. Romo                                                     |
| 19 sierpnia 1951 | Gimnasia y Esgrima La Plata – Independiente 1:3 Juan S. Oroz - Osvaldo Cruz, Juan M. Romay, Roberto Rolando                                            |
| 19 sierpnia 1951 | Club Atlético Lanús – CA Argentino de Quilmes 6:0 José Florio (5, 2k), Emilio Fernández                                                                |
| 19 sierpnia 1951 | Atlanta Buenos Aires – Ferro Carril Oeste 3:3 Arturo Buján, Raúl Barrionuevo (2) - Julio Salvucci, Alberto Piovano, Alfredo Runzer                     |
| 19 sierpnia 1951 | Newell’s Old Boys – Estudiantes La Plata 2:1 Elio Montaño (2) - Manuel Pelegrina mecz rozegrany został na stadionie klubu Rosario Central              |

### Kolejka 21
| Data             | Mecz |
| ---------------- | --- |
| 26 sierpnia 1951 | Estudiantes La Plata – Racing Club de Avellaneda 1:1 José M. Pellejero - Higinio García (k)                                                              |
| 26 sierpnia 1951 | Independiente – Boca Juniors 1:1 Juan M. Romay - Duilio Benítez                                                                                          |
| 26 sierpnia 1951 | Chacarita Juniors – San Lorenzo de Almagro 2:0 Eduardo Ricagni (2)                                                                                       |
| 26 sierpnia 1951 | CA Argentino de Quilmes – Newell’s Old Boys 1:1 Adolfo Paraja (k) - Marcelo Ortigüela                                                                    |
| 26 sierpnia 1951 | CA Banfield – Vélez Sarsfield 1:0 Nicolás Moreno |
| 26 sierpnia 1951 | Ferro Carril Oeste – Club Atlético Lanús 2:2 Julio Salvucci, Emilio Espinoza - León Strembel, Emilio Fernández                                           |
| 26 sierpnia 1951 | CA Platense – Gimnasia y Esgrima La Plata 1:3 Juan J. Negri - Oscar Arayco (2), Ruperto Camacho                                                          |
| 26 sierpnia 1951 | CA Huracán – Atlanta Buenos Aires 2:2 Héctor López, Herberto Simons - Luis Viera, Raúl Barrionuevo mecz rozegrany został na stadionie klubu Boca Juniors |

### Kolejka 22
| Data            | Mecz |
| --------------- | --- |
| 2 września 1951 | Racing Club de Avellaneda – CA Argentino de Quilmes 2:0 Llamil Simes (2) |
| 2 września 1951 | Boca Juniors – CA Platense 2:4 Alfredo Martínez, René Seghini - Alfredo López, Vicente Sayago, Oscar Coll, Juan J. Negri                                                               |
| 2 września 1951 | Vélez Sarsfield – Independiente 3:4 Osvaldo Zubeldía, Pablo Mallegni, Oscar Huss (k) - Carlos Lacasia (2), Carlos Cecconato (2)                                                        |
| 2 września 1951 | River Plate – Estudiantes La Plata 4:1 Walter Gómez (2), Félix Loustau, Ángel Labruna - Manuel Pelegrina                                                                               |
| 2 września 1951 | Newell’s Old Boys – Ferro Carril Oeste 3:2 Lisandro Otta, Elio Montaño, Raúl O. Belén - Cándido González (k), Alberto Piovano mecz rozegrany został na stadionie klubu Rosario Central |
| 2 września 1951 | San Lorenzo de Almagro – CA Banfield 1:0 Ernesto Picot |
| 2 września 1951 | Club Atlético Lanús – CA Huracán 1:0 Raúl Martínez |
| 2 września 1951 | Atlanta Buenos Aires – Chacarita Juniors 2:1 Héctor Gianotti, Raúl Barrionuevo - José J. Coll                                                                                          |

### Kolejka 23
| Data            | Mecz |
| --------------- | --- |
| 9 września 1951 | Independiente – San Lorenzo de Almagro 4:2 Carlos Cecconato, Osvaldo Cruz (3) - Armando Farro, Juan A. Benavídez                                        |
| 9 września 1951 | Gimnasia y Esgrima La Plata – Boca Juniors 2:2 José Vigo, Manuel Barbeito - Pedro Nardelli, Francisco Campana                                           |
| 9 września 1951 | CA Argentino de Quilmes – River Plate 2:2 Adolfo Paraja (2, 1k) - Walter Gómez (2)                                                                      |
| 9 września 1951 | Chacarita Juniors – Club Atlético Lanús 2:1 Enrique Esquide (2) - Osvaldo Gil                                                                           |
| 9 września 1951 | Ferro Carril Oeste – Racing Club de Avellaneda 4:2 Cándido González, Adolfo Runzer, Alberto Piovano, Emilio Espinoza - Manuel Ameal, Higinio García (k) |
| 9 września 1951 | CA Banfield – Atlanta Buenos Aires 2:0 José M. Sánchez, Nicolás Moreno                                                                                  |
| 9 września 1951 | CA Huracán – Newell’s Old Boys 1:1 Villafañe - Elio Montaño mecz rozegrany został na stadionie klubu San Lorenzo de Almagro                             |
| 9 września 1951 | CA Platense – Vélez Sarsfield 0:2 José F. Russo, Osvaldo Zubeldía                                                                                       |

### Kolejka 24
| Data             | Mecz |
| ---------------- | --- |
| 16 września 1951 | Racing Club de Avellaneda – CA Huracán 3:1 Manuel Blanco, Norberto Cupo, Ezra Sued - Ricardo Quiñones                                         |
| 16 września 1951 | Atlanta Buenos Aires – Independiente 1:6 Pablo Dupuy - Carlos Cecconato, Ernesto Grillo (3), Osvaldo Cruz, Juan C. Navarro                    |
| 16 września 1951 | Vélez Sarsfield – Gimnasia y Esgrima La Plata 4:1 Pablo Mallegni, Raúl Nápoli (2), José F. Russo - Manuel Barbeito                            |
| 16 września 1951 | River Plate – Ferro Carril Oeste 2:1 Ángel Labruna, Félix Loustau - Julio Salvucci                                                            |
| 16 września 1951 | San Lorenzo de Almagro – CA Platense 2:1 Oscar Basso (2, 2k) - Alfredo López                                                                  |
| 16 września 1951 | Estudiantes La Plata – CA Argentino de Quilmes 4:0 José Barreiro, Manuel Pelegrina, Ricardo Infante, Héctor Antonio                           |
| 16 września 1951 | Newell’s Old Boys – Chacarita Juniors 4:2 Isidoro García s, Oscar Cabrera (k), Elio Montaño, Raúl O. Belén - Enrique Esquide, Eduardo Ricagni |
| 16 września 1951 | Club Atlético Lanús – CA Banfield 1:3 Osvaldo Gil - Gustavo Albella, Nicolás Moreno (2)                                                       |

### Kolejka 25
| Data             | Mecz |
| ---------------- | --- |
| 23 września 1951 | Chacarita Juniors – Racing Club de Avellaneda 1:2 Enrique Esquide - Manuel Ameal (2)                                                                                        |
| 23 września 1951 | Independiente – Club Atlético Lanús 7:1 Juan C. Navarro, Ernesto Grillo (2), Carlos Cecconato (2), Osvaldo Cruz, Carlos Lacasia - Osvaldo Gil                               |
| 23 września 1951 | CA Huracán – River Plate 2:4 Héctor López, Juan M. Filgueiras (k) - Walter Gómez (3), Santiago Vernazza (k) mecz rozegrany został na stadionie klubu San Lorenzo de Almagro |
| 23 września 1951 | CA Platense – Atlanta Buenos Aires 2:1 Oscar Coll (2) - Raúl Barrionuevo |
| 23 września 1951 | CA Banfield – Newell’s Old Boys 2:1 Aquiles Caviglia, Gustavo Albella - Basilio Mardizza                                                                                    |
| 23 września 1951 | Ferro Carril Oeste – Estudiantes La Plata 0:2 José Barreiro, Héctor Antonio                                                                                                 |
| 23 września 1951 | Boca Juniors – Vélez Sarsfield 1:2 Duilio Benítez - Raúl Nápoli (2) mecz rozegrany został na stadionie klubu CA Huracán                                                     |
| 23 września 1951 | Gimnasia y Esgrima La Plata – San Lorenzo de Almagro 1:1 Carlos Bruno - Juan A. Benavídez                                                                                   |

### Kolejka 26
| Data             | Mecz                                                                               |
| ---------------- | ---------------------------------------------------------------------------------- |
| 30 września 1951 | Racing Club de Avellaneda – CA Banfield 1:1 Manuel Ameal - Gustavo Albella         |
| 30 września 1951 | Newell’s Old Boys – Independiente 2:1 Elio Montaño, Raúl O. Belén - Ernesto Grillo |
| 30 września 1951 | San Lorenzo de Almagro – Boca Juniors 1:0 Juan A. Benavídez                        |
| 30 września 1951 | River Plate – Chacarita Juniors 1:0 Santiago Vernazza (k)                          |
| 30 września 1951 | Club Atlético Lanús – CA Platense 2:1 José Florio, León Strembel - Vicente Sayago  |
| 30 września 1951 | Estudiantes La Plata – CA Huracán 3:0 José Barreiro (2), Ricardo Infante           |
| 30 września 1951 | CA Argentino de Quilmes – Ferro Carril Oeste 1:0 José Santiago                     |
| 30 września 1951 | Atlanta Buenos Aires – Gimnasia y Esgrima La Plata 0:2 José Vigo, Carlos Bruno     |

### Kolejka 27
| Data                | Mecz                                                                                            |
| ------------------- | ----------------------------------------------------------------------------------------------- |
| 7 października 1951 | Racing Club de Avellaneda – Independiente 1:0 Llamil Simes                                      |
| 7 października 1951 | Boca Juniors – Atlanta Buenos Aires 0:1 Néstor Guzmán (k)                                       |
| 7 października 1951 | Vélez Sarsfield – San Lorenzo de Almagro 2:1 Oscar Huss, Osvaldo Zubeldía - Juan A. Benavídez   |
| 7 października 1951 | Chacarita Juniors – Estudiantes La Plata 2:0 Enrique Esquide, Julio Costa                       |
| 7 października 1951 | CA Platense – Newell’s Old Boys 3:0 Francisco Rodríguez, Vicente Sayago (2)                     |
| 7 października 1951 | CA Banfield – River Plate 0:0                                                                   |
| 7 października 1951 | Gimnasia y Esgrima La Plata – Club Atlético Lanús 0:1 Nicolás Daponte                           |
| 7 października 1951 | CA Huracán – CA Argentino de Quilmes 4:1 Héctor López, Ricardo Quiñones (3) - Adolfo Paraja (k) |

### Kolejka 28
| Data                 | Mecz |
| -------------------- | --- |
| 14 października 1951 | Racing Club de Avellaneda – CA Platense 2:1 Ezra Sued, Llamil Simes - Francisco Rodríguez                                     |
| 14 października 1951 | River Plate – Independiente 4:1 Santiago Vernazza (3, 1k), Juan J. Pizzuti - Ángel Omarini                                    |
| 14 października 1951 | Estudiantes La Plata – CA Banfield 3:4 José Barreiro, Manuel Pelegrina, Ricardo Infante - Nicolás Moreno (3), Gustavo Albella |
| 14 października 1951 | Club Atlético Lanús – Boca Juniors 0:0                                                                                        |
| 14 października 1951 | Atlanta Buenos Aires – Vélez Sarsfield 1:2 Raúl Barrionuevo - Domingo Scrugli, José F. Russo                                  |
| 14 października 1951 | Newell’s Old Boys – Gimnasia y Esgrima La Plata 1:1 Marcelo Ortigüela - Martín Rosales                                        |
| 14 października 1951 | CA Argentino de Quilmes – Chacarita Juniors 1:1 José Santiago - José J. Coll                                                  |
| 14 października 1951 | Ferro Carril Oeste – CA Huracán 3:0 Alfredo Runzer (2), Julio Salvucci                                                        |

### Kolejka 29
| Data                 | Mecz |
| -------------------- | --- |
| 21 października 1951 | Gimnasia y Esgrima La Plata – Racing Club de Avellaneda 0:3 Llamil Simes (2), Manuel Blanco              |
| 21 października 1951 | CA Banfield – CA Argentino de Quilmes 2:1 Miguel A. Converti, Gustavo Albella - Osvaldo Méndez           |
| 21 października 1951 | CA Platense – River Plate 1:1 Oscar Coll - Santiago Vernazza (k)                                         |
| 21 października 1951 | Independiente – Estudiantes La Plata 4:1 Osvaldo Cruz, Ángel Omarini, Ernesto Grillo (2) - José Barreiro |
| 21 października 1951 | Boca Juniors – Newell’s Old Boys 3:1 René Seghini (2), José Borello - Raúl O. Belén                      |
| 21 października 1951 | San Lorenzo de Almagro – Atlanta Buenos Aires 2:2 Juan A. Benavídez, Armando Farro - Héctor Ingunza (2)  |
| 21 października 1951 | Chacarita Juniors – Ferro Carril Oeste 1:1 Enrique Esquide - Julio Salvucci                              |
| 21 października 1951 | Vélez Sarsfield – Club Atlético Lanús 0:2 Ezequiel Reynoso, Nicolás Daponte (k)                          |

### Kolejka 30
| Data                 | Mecz |
| -------------------- | --- |
| 28 października 1951 | Racing Club de Avellaneda – Boca Juniors 1:2 Manuel Ameal - José Borello, Delfor Ayué                        |
| 28 października 1951 | CA Argentino de Quilmes – Independiente 3:1 Adolfo Paraja, José Santiago, Alberto Gallo - Juan C. Navarro    |
| 28 października 1951 | Newell’s Old Boys – Vélez Sarsfield 1:1 Basilio Mardizza - Ubaldo Faina s                                    |
| 28 października 1951 | River Plate – Gimnasia y Esgrima La Plata 4:0 Rodolfo Smargiassi s, Alberto De Zorzi (3)                     |
| 28 października 1951 | Ferro Carril Oeste – CA Banfield 0:0                                                                         |
| 28 października 1951 | CA Huracán – Chacarita Juniors 0:0                                                                           |
| 28 października 1951 | Club Atlético Lanús – San Lorenzo de Almagro 0:2 Juan A. Benavídez, José Maravilla                           |
| 28 października 1951 | Estudiantes La Plata – CA Platense 3:1 José Barreiro, Ricardo Infante, Manuel Pelegrina (k) - Vicente Sayago |

### Kolejka 31
| Data             | Mecz |
| ---------------- | --- |
| 1 listopada 1951 | Vélez Sarsfield – Racing Club de Avellaneda 1:1 José F. Russo - Mario Boyé                                    |
| 1 listopada 1951 | San Lorenzo de Almagro – Newell’s Old Boys 2:0 José Giarrizo (2)                                              |
| 1 listopada 1951 | CA Banfield – CA Huracán 1:0 Nicolás Moreno                                                                   |
| 1 listopada 1951 | Boca Juniors – River Plate 0:3 Walter Gómez, Santiago Vernazza (2, 1k)                                        |
| 1 listopada 1951 | Independiente – Ferro Carril Oeste 3:0 Carlos Cecconato, Osvaldo Cruz, Carlos Lacasia (k)                     |
| 1 listopada 1951 | Atlanta Buenos Aires – Club Atlético Lanús 4:1 Raúl Barrionuevo (3), Héctor Ingunza - Alfredo Mercado         |
| 1 listopada 1951 | Gimnasia y Esgrima La Plata – Estudiantes La Plata 1:2 Enrique de la Vega - Ricardo Infante, Manuel Pelegrina |
| 1 listopada 1951 | CA Platense – CA Argentino de Quilmes 2:3 Oscar Coll (2) - José Santiago, Adolfo Paraja (2)                   |

### Kolejka 32
| Data             | Mecz |
| ---------------- | --- |
| 4 listopada 1951 | Racing Club de Avellaneda – San Lorenzo de Almagro 2:1 Mario Boyé (k), Llamil Simes - Ricardo Fernández s                   |
| 4 listopada 1951 | Chacarita Juniors – CA Banfield 2:1 Héctor Otero, Pedro Nápoli - José M. Sánchez (k)                                        |
| 4 listopada 1951 | Newell’s Old Boys – Atlanta Buenos Aires 6:1 Elio Montaño (3), Raúl O. Belén (2), Marcelo Ortigüela - Raúl Barrionuevo      |
| 4 listopada 1951 | River Plate – Vélez Sarsfield 1:1 Ángel Labruna - Osvaldo Zubeldía                                                          |
| 4 listopada 1951 | Ferro Carril Oeste – CA Platense 2:3 Alberto Piovano, Cándido Gónzalez - Oscar Coll, Vicente Sayago, Víctor Rodríguez       |
| 4 listopada 1951 | Estudiantes La Plata – Boca Juniors 1:2 Manuel Pelegrina (k) - José Borello, Herminio González                              |
| 4 listopada 1951 | CA Argentino de Quilmes – Gimnasia y Esgrima La Plata 2:2 Adolfo Paraja, José Santiago - Enrique de la Vega, Martín Rosales |
| 4 listopada 1951 | CA Huracán – Independiente 3:0 Luis Bravo (2), Ricardo Quiñones                                                             |

### Kolejka 33
| Data              | Mecz |
| ----------------- | --- |
| 18 listopada 1951 | Atlanta Buenos Aires – Racing Club de Avellaneda 1:1 Pablo Dupuy - Llamil Simes                                  |
| 18 listopada 1951 | San Lorenzo de Almagro – River Plate 1:1 José Maravilla - Santiago Vernazza (k)                                  |
| 18 listopada 1951 | CA Platense – CA Huracán 1:2 Vicente Sayago (k) - Alejandro Armoa, Oscar Rossi                                   |
| 18 listopada 1951 | Vélez Sarsfield – Estudiantes La Plata 3:3 José F. Russo, Juan c. Mendiburu (2) - Raúl Walter (2), Antonio Giosa |
| 18 listopada 1951 | Gimnasia y Esgrima La Plata – Ferro Carril Oeste 2:1 Martín Rosales (2) - Cándido González                       |
| 18 listopada 1951 | Independiente – Chacarita Juniors 3:2 Carlos Cecconato, Carlos Lacasia (2) - Héctor Otero, Enrique Esquide       |
| 18 listopada 1951 | Boca Juniors – CA Argentino de Quilmes 3:3 José Borello (3) - Adolfo Paraja (2), José Santiago                   |
| 18 listopada 1951 | Club Atlético Lanús – Newell’s Old Boys 2:1 Osvaldo Gil, Raúl Martínez - Lisandro Otta                           |

### Kolejka 34
| Data              | Mecz |
| ----------------- | --- |
| 25 listopada 1951 | Racing Club de Avellaneda – Club Atlético Lanús 5:3 Manuel Blanco (2), Norberto Cupo (2), Mario Boyé - Higinio García s, Osvaldo Gil, Nicolás Daponte    |
| 25 listopada 1951 | CA Banfield – Independiente 5:0 José M. Sánchez, Miguel Converti, Nicolás Moreno, Gustavo Albella (2)                                                    |
| 25 listopada 1951 | River Plate – Atlanta Buenos Aires 6:1 Juan J. Pizzuti (2), Santiago Vernazza (4, 1k) - Ángel Cigna                                                      |
| 25 listopada 1951 | Estudiantes La Plata – San Lorenzo de Almagro 1:2 Manuel Pelegrina - Teodoro Maidana, Carmelo Longo                                                      |
| 25 listopada 1951 | CA Argentino de Quilmes – Vélez Sarsfield 4:0 Adolfo Paraja, Néstor Paz, Juan R. Santos (2)                                                              |
| 25 listopada 1951 | Chacarita Juniors – CA Platense 2:1 Humberto De Luca (2) - Alfredo López                                                                                 |
| 25 listopada 1951 | CA Huracán – Gimnasia y Esgrima La Plata 2:1 Héctor López (2) - Rafael Arcos                                                                             |
| 30 listopada 1951 | Ferro Carril Oeste – Boca Juniors 1:2 Domingo Raele - Jorge Sánchez García, René Seghini mecz rozegrany został na stadionie klubu San Lorenzo de Almagro |

### Końcowa tabela sezonu 1951
| Poz | Klub                        | Mecze | Zw | Rem | Por | Pkt | BrZd | BrStr |
| --- | --------------------------- | ----- | -- | --- | --- | --- | ---- | ----- |
| 1   | Racing Club de Avellaneda   | 32    | 16 | 12  | 4   | 44  | 60   | 37    |
| 2   | CA Banfield                 | 32    | 17 | 10  | 5   | 44  | 63   | 33    |
| 3   | River Plate                 | 32    | 16 | 11  | 5   | 43  | 69   | 42    |
| 4   | Independiente               | 32    | 16 | 7   | 9   | 39  | 74   | 51    |
| 5   | Club Atlético Lanús         | 32    | 14 | 9   | 9   | 37  | 62   | 49    |
| 6   | Boca Juniors                | 32    | 11 | 13  | 8   | 35  | 46   | 38    |
| 7   | San Lorenzo de Almagro      | 32    | 13 | 9   | 10  | 35  | 46   | 41    |
| 8   | Chacarita Juniors           | 32    | 12 | 9   | 11  | 33  | 58   | 55    |
| 9   | Vélez Sarsfield             | 32    | 10 | 13  | 9   | 33  | 57   | 58    |
| 10  | Estudiantes La Plata        | 32    | 11 | 7   | 14  | 29  | 65   | 55    |
| 11  | Newell’s Old Boys           | 32    | 10 | 8   | 14  | 28  | 40   | 58    |
| 12  | Ferro Carril Oeste          | 32    | 8  | 11  | 13  | 27  | 50   | 55    |
| 13  | CA Platense                 | 32    | 9  | 7   | 16  | 25  | 51   | 64    |
| 14  | CA Huracán                  | 32    | 6  | 12  | 14  | 24  | 44   | 59    |
| 15  | Atlanta Buenos Aires        | 32    | 8  | 8   | 16  | 24  | 46   | 79    |
| 16  | CA Argentino de Quilmes     | 32    | 7  | 9   | 16  | 23  | 52   | 79    |
| 17  | Gimnasia y Esgrima La Plata | 32    | 4  | 13  | 15  | 21  | 41   | 71    |

Ze względu na identyczną liczbę punktów dwóch najlepszych klubów w tabeli konieczne było rozegranie meczów barażowych o tytuł mistrza Argentyny roku 1951.
| Data           | Mecz |
| -------------- | --- |
| 1 grudnia 1951 | Racing Club de Avellaneda – CA Banfield 0:0 mecz rozegrany został na stadionie klubu San Lorenzo de Almagro |
| 5 grudnia 1951 | CA Banfield – Racing Club de Avellaneda 0:1 mecz rozegrany został na stadionie klubu San Lorenzo de Almagro Widzowie: 47 000 Sędzia: Cross Bramki: 1:0 Boyé 46 Club Atlético Banfield: Graneros – Ferretti, Bagnatto, Capparelli, Mourińo, D'Angelo, Converti, Sánchez, Albella, Moreno, Tolosa. Racing Club de Avellaneda: Grisetti – García, García Pérez, Giménez, Rastelli, Gutiérrez, Boyé, Ameal, Bravo, Simes, Sued. |

### Klasyfikacja strzelców bramek 1951
| Gole | Piłkarz           | Klub                 |
| ---- | ----------------- | -------------------- |
| 22   | Santiago Vernazza | River Plate          |
| 21   | Gustavo Albella   | CA Banfield          |
| 21   | José Florio       | Club Atlético Lanús  |
| 19   | Manuel Pelegrina  | Estudiantes La Plata |
| 18   | Raúl Barrionuevo  | Atlanta Buenos Aires |
| 18   | Oscar Coll        | CA Platense          |